# Alexandra Goy
Alexandra Goy (* 1944) ist eine der ersten feministischen Rechtsanwältinnen der Bundesrepublik Deutschland, die sich seit den 1970er Jahren für das Recht der Frauen einsetzt. Sie war Mitbegründerin des ersten Frauenhauses in West-Berlin und des Frauen-Notrufs. Sie prägte die Gesetze gegen Vergewaltigung in der Ehe, sexuelle Belästigung am Arbeitsplatz und das Gewaltschutzgesetz mit. Außerdem war sie eine der Begründerinnen der feministischen Juristinnenzeitschrift Streit. Ende 2014 wurde Alexandra Goy das Verdienstkreuz am Bande des Verdienstordens der Bundesrepublik Deutschland verliehen.

## Berufliche Laufbahn
Alexandra Goy studierte Mitte der 1960er Jahre Jura in Freiburg im Breisgau. Hier schloss sie sich der Studentenbewegung an. Im Studienjahr 1967/68 wechselte sie nach Frankfurt am Main, wo sie an den Demonstrationen gegen den Vietnamkrieg und die Notstandsgesetze teilnahm. Es folgten das Referendariat in Berlin und die Anwaltsstation in Paris.
In den 1970er Jahren wurde Alexandra Goy Teil der autonomen Frauenbewegung. 1974 eröffnete sie mit zwei Kollegen ein Stadtteilbüro in Berlin-Kreuzberg. Hier verteidigte sie Demonstranten, Hausbesetzer und Anhänger der Bewegung 2. Juni. 1976 gründete sie, nach dem Vorbild des Londoner Zufluchtshauses „Erin Pizzey“, das erste Frauenhaus im damaligen West-Berlin. 1977 rief Alexandra Goy gemeinsam mit Kolleginnen das Jurafrauentreffen ins Leben, aus dem 1985 der „Feministische Juristinnentag“ hervorging.
Auf Goy ist die Gründung eines feministischen Anwältinnenkollektivs zurückzuführen, das sich auf die Vertretung von Frauen, Opfer von physischer, psychischer und sexueller Gewalt, spezialisierte. Desgleichen trieb sie die Öffentlichmachung der unterschiedlichen Gewaltformen gegen Frauen an. Sie entdeckte die Nebenklage als hilfreiches Rechtsinstrument für misshandelte Frauen. Eine Frau, die Nebenklägerin war, konnte der gesamten Gerichtsverhandlung beiwohnen und über ihre Rechtsanwältin Fragen stellen, statt nach ihrer Zeugenaussage wieder aus dem Gerichtssaal geschickt zu werden.
Eines ihrer wichtigsten Projekte war die Reform des Vergewaltigungs-Paragraphen 177 des Strafgesetzbuches, der Strafbarkeit von ehelicher Vergewaltigung und der Änderung des Gewaltbegriffs. Im „Gynäkologen-Prozess“ von 1984 entlarvte Goy die frauenfeindlichen Prozessstrategien der Verteidiger. In einem Krankenhaus hatten zwei Ärzte eine Anästhesistin vergewaltigt. Die Verteidigung versuchte, das Opfer unglaubwürdig zu machen, indem sie das „sexuelle Vorleben“ der Frau zum zentralen Thema des Prozesses machte. In dem Zusammenhang führte sie das Thema der sexuellen Belästigung am Arbeitsplatz und des Beschäftigtenschutzgesetzes in die deutsche Rechtsprechung ein.
Alexandra Goy ist Mitbegründerin des Verborgenen Museums, in dem seit 1986 Werke von Künstlerinnen aus den Bereichen Malerei, Photographie, Bildhauerei und Architektur ausgestellt werden. Am 28. Oktober 2014 fand die Übergabe des Bundesverdienstkreuzes an die Rechtsanwältin Alexandra Goy im Verborgenen Museum durch die Senatorin Dilek Kolat statt.